# Neve Ofer

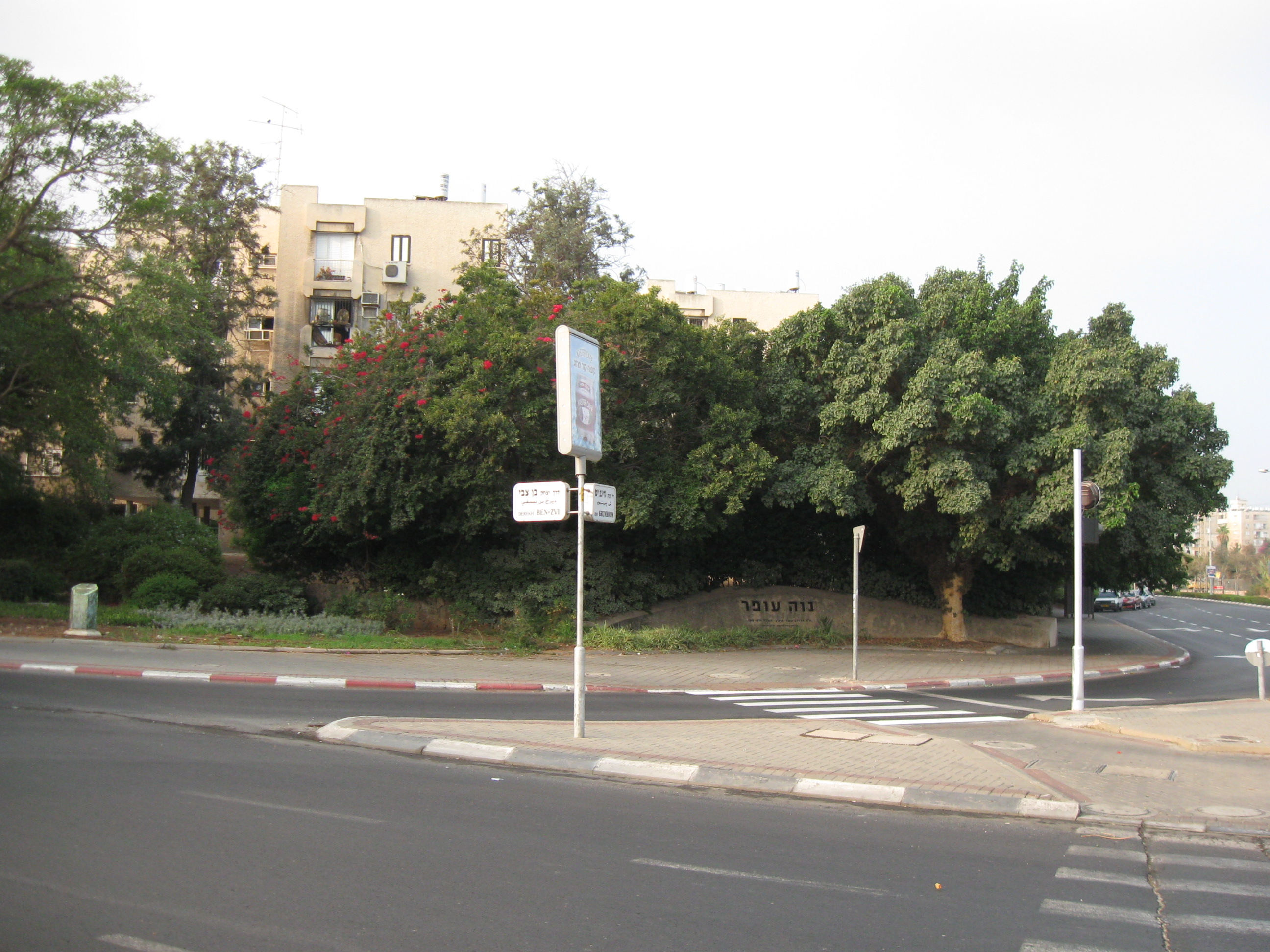
Zástavba v čtvrti Neve Ofer

Neve Ofer (hebrejsky: נווה עופר, doslova Oferova oáza, nazývána též Tel Kabir, תל כביר) je čtvrť v jižní části Tel Avivu v Izraeli. Je součástí správního obvodu Rova 8 a samosprávné jednotky Rova Darom.

## Geografie
Leží na jižním okraji Tel Avivu, cca 2 kilometry od pobřeží Středozemního moře, v nadmořské výšce okolo 20 metrů. Dopravní osou je dálnice číslo 20 (zde nazývaná Derech Chejl ha-Širjon), která probíhá po jižním okraji čtvrtě a stojí při ní roku 2011 zprovozněná železniční stanice Cholon Wolfson na železniční trati Tel Aviv – Bnej Darom. Na západě s ní sousedí čtvrť Dakar, na severovýchodě Kirjat Šalom. Na jihu plynule navazuje zástavba města Cholon a Wolfsonova nemocnice.

## Popis čtvrti
Plocha čtvrti je vymezena na severu třídou Derech Ben Cvi a Nes la-Gojim, na jihu ha-Lochamim, na východě Tel Giborim a na západě ulicí Heinrich Heine. Zástavba má charakter husté blokové městské výstavby. V roce 2007 tu žilo 8896 lidí.  Je pojmenována podle izraelského politika Avrahama Ofera.